# Страхова франшиза
Франш́иза (страховá франш́иза) — частина збитку, яка підлягає самостійному відшкодуванню (покриттю) страхувальником за свій рахунок при виникненні страхового випадку..

## Види франшизи
Франшиза умовна — сума, у межах якої перестрахувальник звільняється від обов'язку виплати страхового відшкодування за оригінальним договором за умови, що розмір збитку не перевищує цю суму. Конкретним договором перестрахування може бути передбачена умовна франшиза, що відрізняється від зазначеної в оригінальному договорі.
Франшиза безумовна — частина збитку, що не відшкодовується перестрахувальником при виплаті страхового відшкодування за оригінальним договором. Якщо інше не передбачене в конкретному договорі перестрахування, то франшиза, зазначена у відсотках, обчислюється від страхової суми за оригінальним договором. Конкретним договором перестрахування може бути передбачена безумовна франшиза, що відрізняється від зазначеної в оригінальному договорі, і в такому випадку розрахунок зобов'язань перестрахувальника по виплаті страхового відшкодування в межах його відповідальності здійснюється з урахуванням зазначеної в конкретному договорі перестрахування франшизи так, як би вона була зазначена в оригінальному договорі. Безумовна франшиза в конкретному договорі перестрахування не може бути меншою за безумовну франшизу в оригінальному договорі.